# Dimitrana Ivanova

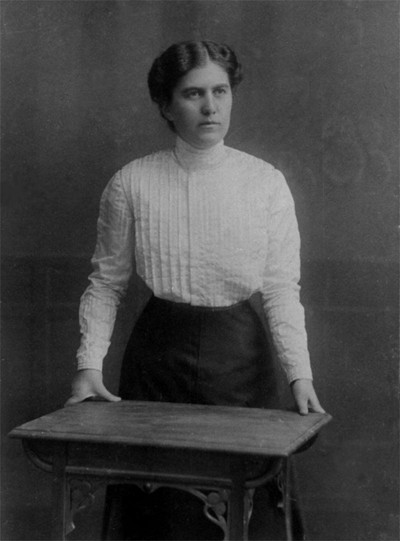
Dimitrana Ivanova.

Dimitrana Ivanova, född 1881, död 1960, var en bulgarisk feminist. Hon var ordförande för den Bulgariska Kvinnounionen 1926–1944 och sin samtids ledande och mest framträdande röst för jämställdhet och kvinnors rättigheter i Bulgarien. Hon blev 1927 den första kvinnliga juristen i Bulgarien. 
Dimitrana Ivanova var dotter till en köpman. Hon studerade utomlands och arbetade som lärare, nästan det enda yrke tillgängligt för en utbildad kvinna, vid sin återkomst till Bulgarien år 1900. Huvudfrågorna under hennes ordförandeskap i kvinnoföreningen var kvinnors rätt att studera juridik (en symbolfråga för den bulgariska kvinnokampen, då den symboliserade kvinnors rätt till alla yrken som var tillgängliga för män), och kvinnlig rösträtt: dessa mål uppnåddes 1921 respektive 1937. Hon var en kontroversiell och berömd samhällsdebattör under sin samtid. Vid Sovjetunionens inmarsch i Bulgarien 1944 avskaffades samtliga civila föreningar och Ivanova arresterades. Hon blev dock senare frigiven tack vare sina kontakter inom kommunistiska kretsar. 